# Jorge da Silveira
Jorge Urbano Da Silveira Silva, conocido como «Toto» da Silveira (Montevideo, 30 de agosto de 1943-Montevideo, 4 de julio de 2023), fue un periodista deportivo, abogado y locutor uruguayo.

## Biografía
En 1962 ingresó a la Universidad de la República para estudiar abogacía, recibiéndose a mediados de diciembre de 1969 sin perder un solo examen.
Como periodista deportivo, debutó en 1961 en Radio Sarandí, por aquel entonces tenía 17 años. Tuvo la oportunidad de trabajar junto al relator futbolístico más famoso en la historia del Uruguay, Carlos Solé. Se fue de Sarandí en 1968, llevándose a los demás integrantes (excepto a Solé). Tuvo un breve pasaje por Radio Sur, donde trabajó con los relatores Horacio Vicco y luego Víctor Hugo Morales. El equipo pasó a la Radio Ariel en 1970, siguiendo con Morales como relator. En 1975 volvió a Sarandí. En 1978 pasó a Radiomundo y en 1979 en Radio Panamericana.
En 1980 comenzó a trabajar en la Radio LT2 de Rosario. En 1981 regresó a Montevideo para desempeñarse en Radio Rural que en 1982 transmitió en simultáneo en Radio Continente. Desde 1983 hasta 1985 estuvo en CX 26 SODRE y Canal 5. En 1985 se incorporó a Radio Oriental y Canal 4.
En 1997 se incorporó a Radio Sarandí Sport (luego Sport 890), donde trabajó principalmente junto a Julio Ríos y Alberto Sonsol.
A fines de la década de 1990, participó en TyC Uruguay como panelista.
Participó como panelista en el programa dominical Punto Penal de Saeta TV Canal 10 desde 2003 hasta 2015 y en La hora de los deportes de Canal 5.
A fines de 2010, dejó la radio Sport 890, pasando a comentar partidos en Radio Carve y conducir el programa diario matutino "A fondo" en 1010 AM.
Trabajó en Fox Sports Uruguay desde 2014 hasta 2017, primero en el programa nocturno Fox Sports Radio y luego en el programa de entrevistas La última palabra. En abril de 2017 retornó a Monte Carlo TV, continuando en las radios Carve y 1010 AM. Durante el Mundial de Rusia 2018, se dio su desvinculación de Monte Carlo TV y en el mismo año deja de ser comentarista de los relatos de fútbol en Radio Carve.
A partir del 3 de febrero de 2019 comenzó a comentar para Galaxia FM.
Desde el 12 de febrero al 4 de julio de 2023 participó en la audición deportiva Opiniones sin Ataduras en la radio Carve Deportiva.
Contrajo matrimonio con Elena Baliño, con quien tuvo tres hijos: Florencia, Manuela y Jorge.